# Имени 70-летия Погранвойск
Имени 70-летия Погранвойск — пограничный сторожевой корабль проекта 11351 «Нерей», с 1988 года состоявший на вооружении МЧПВ КГБ СССР и с 1991 года — на вооружении МЧПВ ФСБ Российской Федерации. Исключён из состава Морских частей Пограничных войск РФ в 2003 году.

## История
Корабль был заложен на эллинге ССЗ «Залив» им. П.Бутомы в Керчи 2 апреля 1987 года и 22 октября 1987 года зачислен в списки кораблей МЧПВ КГБ СССР, спущен на воду 28 марта 1988 года, вступил в строй 30 декабря 1988 года.
Флаг Морских частей пограничных войск был поднят на борту 23 февраля 1989 года в Севастополе. С 29 июня по 16 августа того же года корабль совершил переход южным морским путём (через Суэцкий канал, Красное море, Баб эль Мандебский пролив, Индийский океан) из Севастополя в Петропавловск-Камчатский и вошёл в состав Камчатской ДиСКР Тихоокеанского ПО.
Участвовал в охране границы, экономической зоны РФ и рыболовных промыслов у побережья Камчатки, Чукотки и островов Курильской гряды, в Беринговом и Охотском морях.
В 2003 году «Имени 70-летия Погранвойск» был исключён из состава Морских частей Погранвойск РФ и уведён на разделку (предположительно в Китай).